# 帕奇薩區

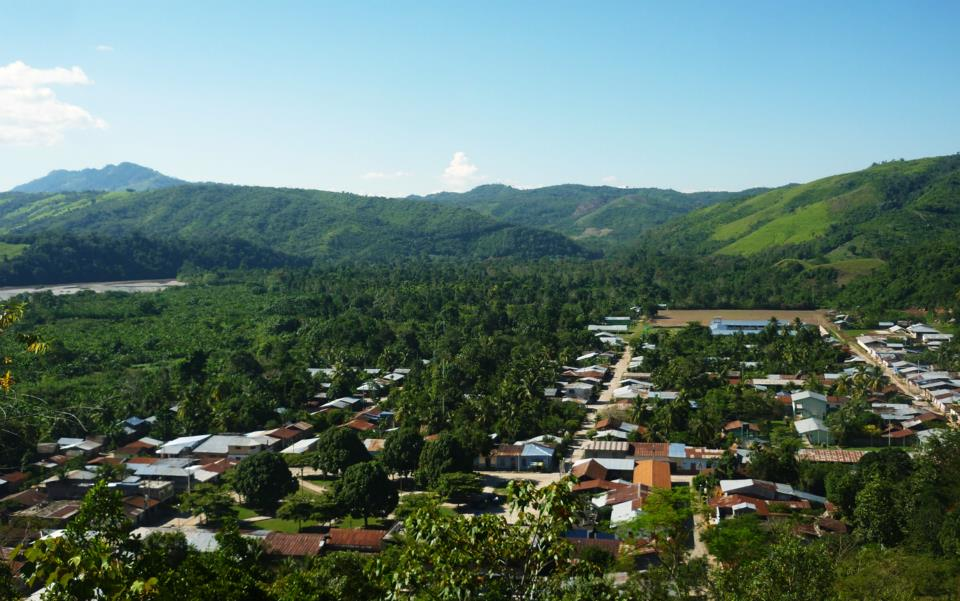

7°17′39″S 76°46′20″W / 7.2943°S 76.7721°W
帕奇薩區（西班牙語：Distrito de Pachiza），是秘魯的一個區，位於該國中北部聖馬丁大區的卡塞雷斯元帥省，始建於1886年2月7日，面積1,839.5平方公里，海拔高度328米，2005年人口4,122，人口密度每平方公里2.2人。